# Lidské civilizace v seriálu Hvězdná brána
Toto je seznam lidských civilizací objevujících se v seriálu Hvězdná brána.

## Lidé ze Země
Tau'ri je goa'uldský název lidské rasy, přesněji lidí ze Země (pozemšťanů). V poslední epizodě desáté řady seriálu Bez konce (v anglickém originále Pretense) jsou lidé ze Země Asgardy prohlášeni Pátou rasou jako symbol toho, že dosáhli vyspělosti srovnatelné se členy Aliance čtyř velkých ras: Antiky, Asgardy, Noxy a Furlingy. Tau'ri je ve válce se třemi jinými velmocemi: Asurany, Wraithy a Lucianskou aliancí.

## Často vystupující civilizace

### Abydosané
Abydosané se objevují již ve filmu Hvězdná brána. Jejich domovskou planetou je Abydos, kde byli týmem plukovníka O'Neilla osvobozeni z područí goa'ulda Ra.

### Langarané
Langarané jsou obyvatelé planety Langara rozdělené na tři státy, které jsou v neustálém boji. Jeden z nich, Kelowna, je domovem Jonase Quinna.

### Tolláni
Tolláni jsou lidé s civilizací vyspělejší než pozemskou. Jsou to pacifisté, jejich technologie zakládající se na triniu mají výhradně obranný charakter. Přesto je nechtějí s nikým sdílet a pohrdají "primitivnějšími" rasami (včetně Tau'ri). Pochází z planety Tollán, po jejím zničení přesídlili na planetu Tollána. V 9. epizodě páté řady seriálu Hvězdná brána Mezi dvěma ohni (v anglickém originále Between Two Fires) však byli pravděpodobně zničeni goa'uldem Tanithem poté, co Anubis vyvinul štíty odolné proti jejich iontovým kanónům.

## Menší civilizace

### Civilizace vyspělejší než Země
- Ascheni – civilizace z planety Aschen.
- Euronďané – civilizace z planety Euronda, odpovědná za válku na své planetě.
- Hebridané – civilizace z planety Hebriden, které před goa'uldy chránil původní druh na Hebridenu – Cerakýni. Hebridané neznali hvězdnou bránu.
- Martinova rasa – lidská civilizace, která byla pravděpodobně zničena ve válce s Goa'uldy.
- Talthusané
- Tobinové – zaniklá civilizace, užívající fénické písmo, jejímž odkazem je téměř neprodyšné minové pole kolem planety.

### Civilizace na úrovni 21. století na Zemi
- Bedrosiané – jeden ze dvou národů na planetě Bedrosia-Optricka, které spolu vedou náboženskou válku.
- Galarané – vyspělá kultura z planety Galar, která technologicky pokročila jen díky asgardské ochraně.
- Orbánci – vyspělý národ z planety Orban využívající hojně nanotechnologií a naquahdahu.
- Tagreané – civilizace z planety Tagrea, kde poprvé přistála pozemská loď Prométheus a kde Jonas Quinn vykopal v poušti hvězdnou bránu.

### Civilizace na úrovni 20. století na Zemi
- Pangarané – civilizace z planety Pangar, která využívala enzym získaný z larev tokerské královny jako léku na všechno.
- Vyusané – civilizace z planety Vyus, kterou postihla katastrofa v podobě masové ztráty paměti, což málem zničilo její ekonomiku i životy jejích obyvatel.
- Tegalané – civilizace rozdělená na dva soupeřící státy; protektorát Rand a Caledonskou federaci. Poté, co se Randové podvolili Oriům, získali bojový satelit, zbraň, která nakonec zničila pozemskou loď Prométheus.

### Předindustriální civilizace
- Argosané
- Cimmeriané
- Edorané
- Madroňané
- Salishové
- Simarkané
- Tiernodi